# Pesca deportiva
La pesca deportiva es la actividad deportiva relacionada con el ámbito de la pesca. Esta se realiza a nivel personal o en equipo de personas por ocio o competición. Hay diversas técnicas para realizarla y también existen competencias que pueden ser realizadas en ríos, lagunas, orilla del mar y mar abierto. 

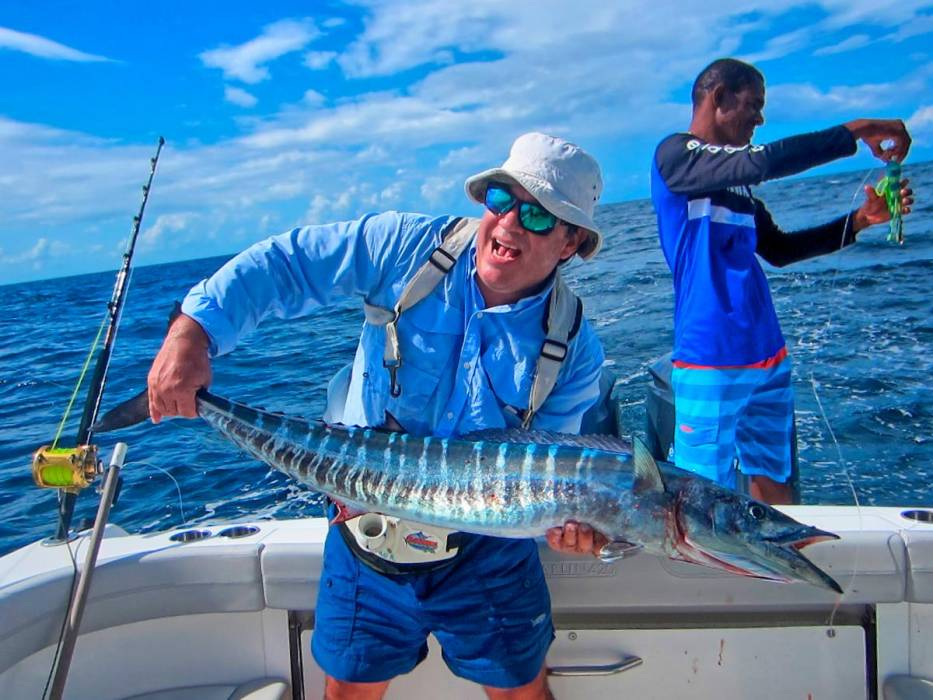
Pesca deportiva en Colombia.

Cuando se realiza en forma deportiva es gestionada por diferentes federaciones de pesca regionales y nacionales, que regulan el uso de artes y aparejos, delimitando el cupo de capturas y su tamaño según especies, e incluso gestionan el uso y actividad de los diferentes hábitats. También organizan concursos, campeonatos y actividades a todos los niveles, que pueden desarrollarse desde la orilla o en embarcación.
Hay gran variedad de estilos tanto de aparejos como de los entornos en los que se desarrollan y de especie a capturar. La pesca deportiva se desarrolla mediante dos instrumentos principales: caña y carrete, los cuales se subdividen a su vez en: Spinning (carrete de bobina vertical), baitcasting (carrete de bobina horizontal), convencional y mosca.

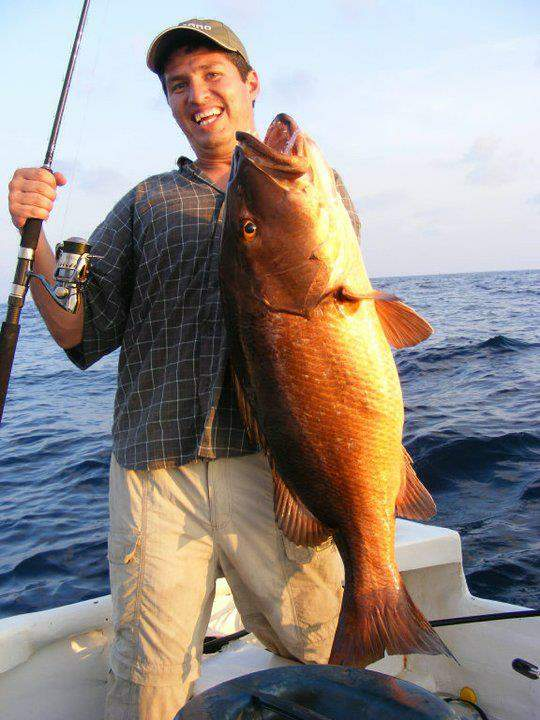
Pesca deportiva en Colombia

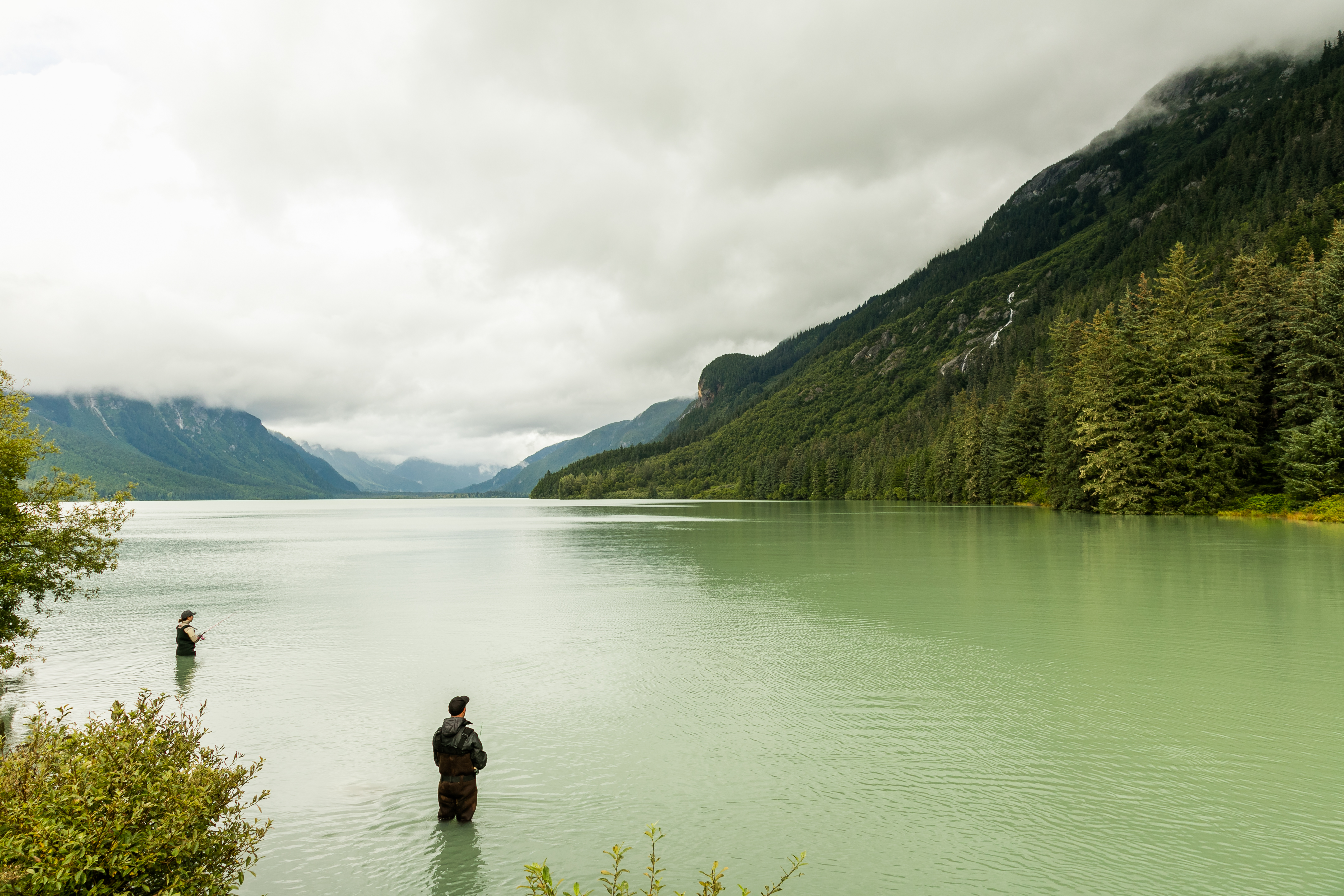
Pescadores de salmón en el Parque Estatal de Recreo del Lago Chilkoot, Haines, Alaska (Estados Unidos).

La International Game Fish Association (IGFA) o la Asociación Internacional de Pesca Deportiva es la autoridad mundial que regula la pesca con caña y el encargado de la pesca de récords a nivel mundial más importante. Fue fundada en 1939 y actualmente tiene su sede en la ciudad de Dania Beach en Florida (Estados Unidos).
Esta asociación es la responsable de haber estandarizado mundialmente las técnicas, nomeclaturas y códigos referentes a la pesca deportiva. La IGFA promueve enérgicamente el capturar y soltar (catch and release, C&R) por la conservación de las especies, particularmente aquellas consideradas más deportivas. 
Otra organización que promueve liberar las especies, en especial los picudos, es pescando en el Caribe iniciativa de un juez de los torneos de pesca en el estado de Quintana Roo, que en cada torneo impulsa a los pescadores a la conservación de las especies. Actualmente esta organización esta a nivel estado (Quintana Roo).
Los pescadores profesionales o amateurs del mundo entero que se rigen bajo esta institución procuran seguir sus reglas para recibir el honor de ser listados en su informe "Pesca deportiva de Récord mundial", la principal publicación de esta índole. La publicación también da consejos de pesca, y tiene una guía de identificación de peces muy extensa.
La pesca continental o fluvial se practica usando infinidad de artes y modalidades, según sean las condiciones de la zona a practicar la pesca. Esta comprende las extensiones de agua dulce, pudiendo ser ríos, embalses, estanques, lagunas costeras, lagos o ibones. La pesca deportiva a nivel continental o fluvial puede desarrollarse con carnadas vivas o muertas y con señuelos artificiales desarrollados por el hombre. Asimismo puede realizarse mediante la utilización de cuerdas de mano o con caña y carrete.
La pesca marítima se realiza desde la costa, tanto en espigones e instalaciones portuarias, como en playas y estuarios de los ríos, también cabe destacar la cada día más creciente afición a la pesca desde embarcación en la zona costera y en alta mar.

## Equipo de pesca
El equipo de pesca regular consta de caña de pesca, carrete, hilo de pescar, anzuelos, señuelos y carnadas.

### Caña de pescar
La caña de pescar es una vara de longitud variable de 5´ a 14´, que permite incorporar el carrete a su base y realizar lanzamientos a distancia de los señuelos o carnadas y cuya resistencia permite bajo la acción de palanca lograr cansar al pez después de un período variable de tiempo de pelea. Originalmente creadas con bambú, en la actualidad su material es composición de fibra de vidrio y grafito o grafito puro. Son altamente resistentes a la tensión angular. Se dividen en: acción pesada, la cual es utilizada para la captura de mar; de acción media, la cual es utilizada para la pesca de río; y finalmente de acción liviana, la cual es utilizada para accionar señuelos en ríos y lagunas.

### Carrete

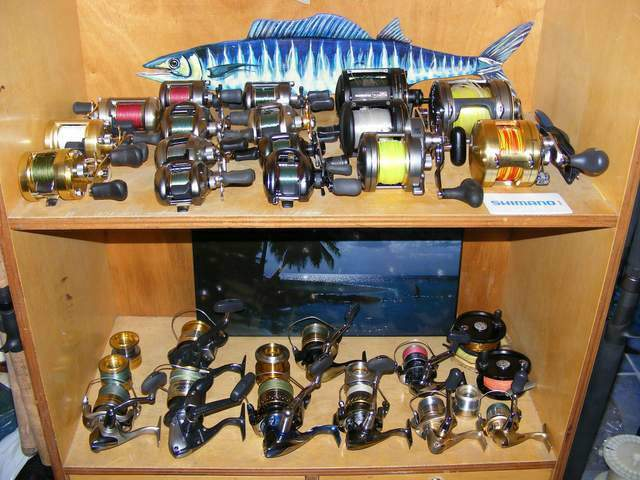
Diversos tipos de carretes para pescar

El carrete mecánico es el instrumento para la liberación de la cuerda y su mecanismo de rotor le permite recobrar la línea de pesca cuando el pescador le da vuelta a la manilla del mismo. Posee un sistema de freno de compresión de platos ajustable que permite que la cuerda salga con tensión controlada durante la pelea con el pez. La combinación de palanca de la caña aunado a la capacidad de recuperación de la línea por el carrete es lo que permiten realizar la pesca.
La línea o cuerda de pesca y que va enrollada en la bobina del carrete, es aquella que puede ser conformada ya sea como monofilamento o multifilamentos, con materiales diversos tales como: nailon, Dyneema y Spectra. Su función es lograr mantener en contacto con el pescador al pez que ha sido enganchado por los anzuelos y permitir después de la pelea, traerle a un punto cercano al pescador, ya sea para ser sacado o liberado en el agua.
Los carretes de pesca tienen una bobina en donde se enrolla la cuerda de pesca, siendo la cantidad de la misma importante ya sea para el lanzamiento o para contener peces de gran tamaño.

### Señuelo

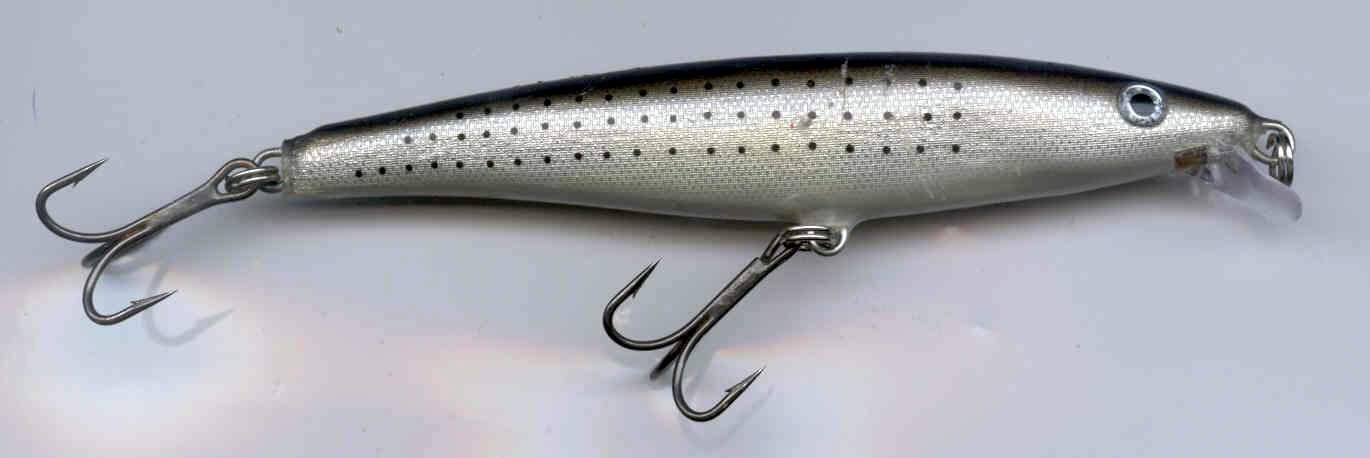
Señuelo de Pesca Tipo Minnow / Rapala

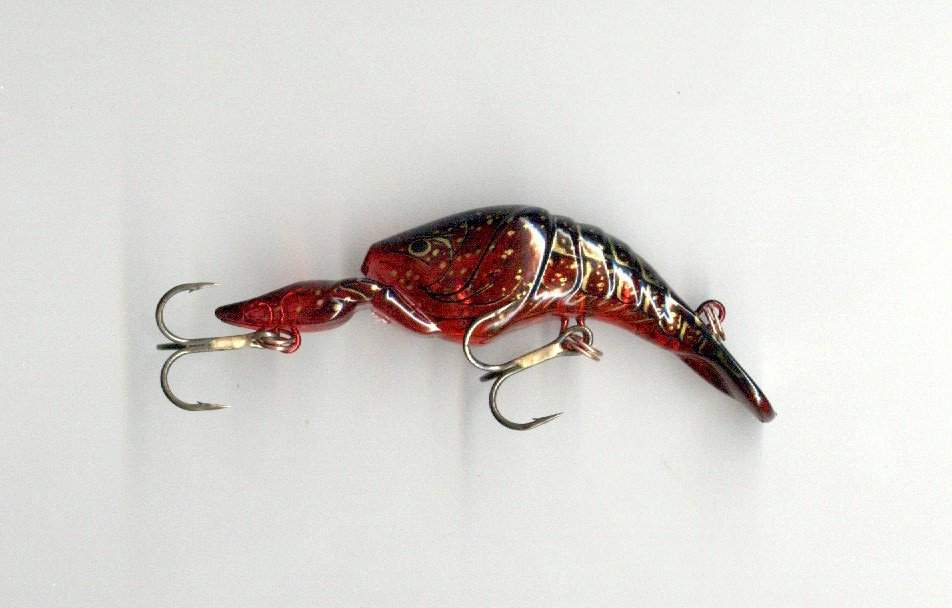
Señuelo Tipo Camarón / Storm

Un señuelo es un artilugio creado por el hombre, cuya función radica en despertar los instintos naturales del pez, para que este lo muerda como respuesta al acto fisiológico de alimentación.
Dentro de los señuelos artificiales existen aquellos que son imitadores de organismos vivos, emuladores que son aquellos señuelos que tienen características de seres vivos sin ser iguales a los mismos y atractores que son aquellos que sin parecerse a nada existente en la naturaleza crean diversos movimientos y sonidos que son atrayentes a los peces.
Todo señuelo de pesca va armado con un anzuelo o varios de los mismos, su finalidad es sostener al pez una vez que este ha mordido el engaño.
Los materiales de confección de los señuelos son variables: madera, metal, plumas, resinas plásticas, entre otros materiales.
A nivel mundial, uno de los máximos exponentes en la creación del señuelo de balsa, fue el pescador de origen finlandés Laurie Rapala, quien con su señuelo original, cambió la dinámica de la pesca con señuelos en el mundo entero. Su concepto clave, fue que el señuelo se moviese como una presa herida y así atrayese al depredador acuático.

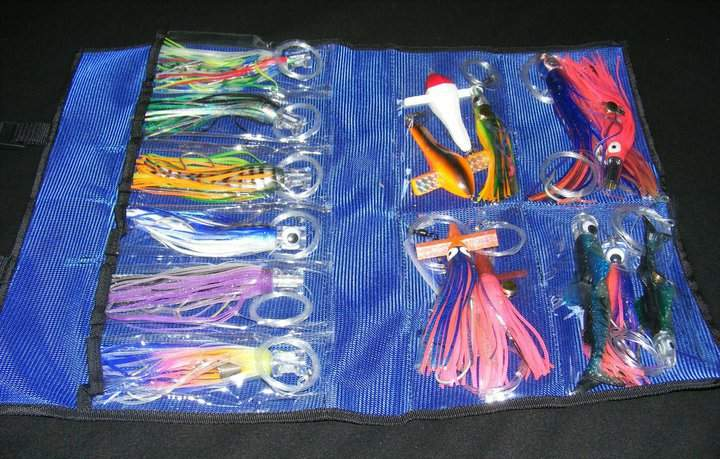
Existen señuelos para pescar en el mar en modalidad de arrastre en embarcación conocida en inglés como la modalidad de "trolling".

Son señuelos para pescar cuya finalidad es la de ser arrastrados detrás de una embarcación y atraer a los grandes peces marinos.

## Anzuelo

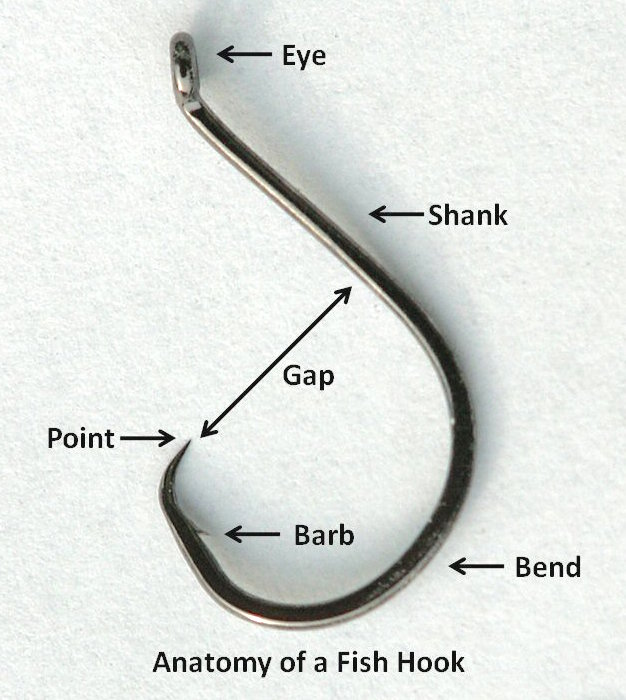
Partes del Anzuelo

Arpón o garfio, pequeño por lo común, de hierro u otro metal, que, pendiente de un sedal o alambre y, puesto en él algún cebo, sirve para pescar.

Las partes de un anzuelo comprenden: ojo o anillo (sirve para atar la línea de pesca), cuello o asta (longitud del anzuelo), curva o doblés, agalla, barba o muerte, curva o abertura y la punta afilada.
El hombre ha creado antiguamente los anzuelos de todo tipo de materiales que incluyen la madera, huesos de animales, huesos humanos, cuernos, conchas, piedras, bronce y hierro.
En la actualidad su confección se desarrolla con los aceros templados, temperados de la más alta, calidad, resistencia y durabilidad creados con aleaciones de cromo, molibdeno y vanadio con puntas diversas y afilado químico de las mismas por la compañía de origen francés VMC.
De acuerdo a las necesidades, el pescador podrá escoger los anzuelos de acuerdo a su tamaño y forma, ya sean los mismos o circulares y si sus aplicaciones son para agua salada, los mismos deberán ser de material acerado, de tal forma que soporten la corrosión y que además tengan la resistencia adecuada para soportar la fuerza de los poderosos peces marinos que brinden batalla al pescador de caña y carrete.

## Estilos de pesca
En realidad existen tantos estilos de pesca como pescadores (podemos encontrar pesca con señuelos artificiales o con cebos naturales, con un gran número de subdivisiones estandarizadas y personales)  lugares tanto en agua dulce como salada y asociadas a algunas de las siguientes especies de pesca deportiva:

### Especies
Especies de pesca fluvial:

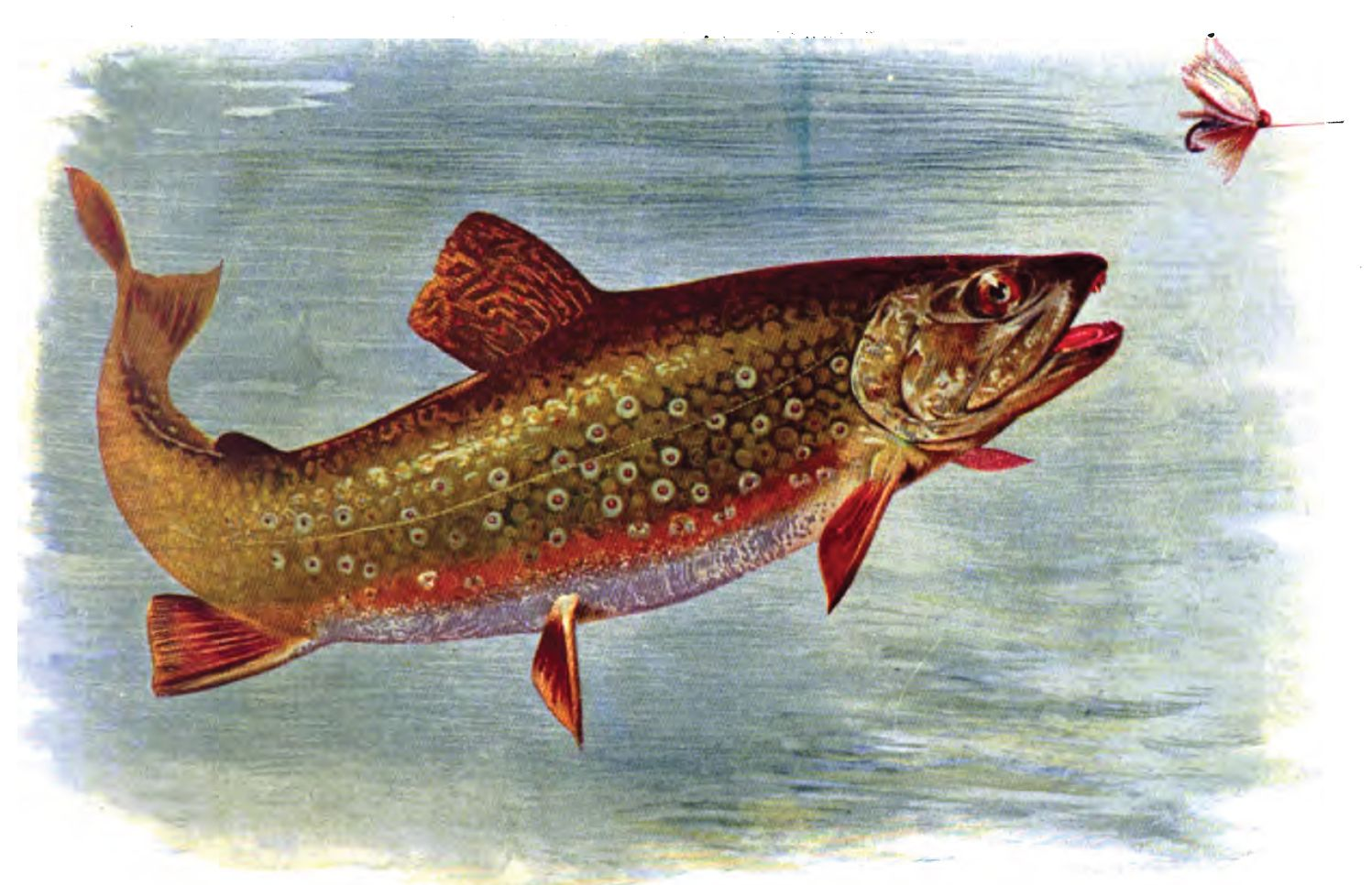
Pesca de la trucha en la modalidad con mosca.

Lobina (Micropterus salmoides), dorado del Paraná (Salminus brasiliensis), tucunare (Chichla sp.), surubí (Pseudoplatystoma sp.), pez tigre (Hydrocinus sp.), perca del Nilo (Lates niloticus), machaca (Brycon guatemalensis y B. behereae), roncador (Pomadays crocro y P. bayanus), bobo (Joturus pichardi), tepemechín (Agosnostomus monticola), arapaima (Arapaima gigas), piraña (Serrasalmus sp.), tararira (Hoplias malabaricus y H. lacerdae), trucha arco iris (Oncorhynchus mykiss), trucha común (Salmo trutta), lucio (Esox lucius), salmón (Salmo sp.), tilapia (Oreochromis sp.), tenca (Tinca tinca), esturión (Acipenser sturio), arawana (Osteoglossum bicirrhosum), pacú (Colossoma macropomum), sabaleta (Brycon rubricauda), guapote (Parachromis dovii), mojarra azul (Caquetaia umbrifera), pejerrey (Odontesthes), Carpa (Cyprinus carpio), etc.
Especies de pesca costera:
Róbalo (Centropomus sp.), pez gallo (Nematistius pectoralis), pargo (Lutjanidae sp.),  mero (Serraniedae sp.), barracuda (Spheraena sp.), jurel (Carangidae sp.), amberjack (Seriola sp.), dorada (Sparidae sp.), pargo (Dentex sp.), pargo (Pagrus pagrus), triple tail (Lobotes surinamensis), red fish (Sciaenops ocellatus), corvina (Cynoscion sp.), striped bass (Morone saxatilis), barramundi (Lates calcarifer), sábalo real (Megalops atlanticus), macarela sierra (Scomberomorus sierra), macarela (Scomberomorus commerson), macarelas (Scomberomorus cavalla), palometa (Trachinotus falcatus), pámpano africano (Alectis ciliaris), lenguado (Osteoglossum bicirrhosum), halibut (Hippoglossus stenolepis).
Especies de pesca de altura:
Marlin (Makaira mazara, M. nigricans), dorado (Coryphaena hippurus), pez vela (Isthioporus sp.), wahoo (Acanthocybium solandri), mako (Isurus oxyrinchus), marlin blanco (Kajikia albida), spearfish (Kajikia audax), pez espada (Xiphias gladius), atún aleta amarilla (Thunnus alacares), atún rojo (Thunnus thynnus y T. orientalis),  albacora (Thunnus alalunga), atún ojo grande (Thunnus obesus), atún dientes de perro (Gymnosarda unicolor).